# آی‌ان‌اس مومبای (دی۶۲)
آی‌ان‌اس مومبای (دی۶۲) (به انگلیسی: INS Mumbai (D62)) یک کشتی بود که طول آن ۱۶۳ متر (۵۳۵ فوت) بود. این کشتی در سال ۱۹۹۵ ساخته شد.